# Ernst Rönnbäck
Oskar Ernst Viktor Fredrik Rönnbäck, född 8 februari 1838 i Loimaa, död 23 november 1893 i Åbo, var en finländsk skriftställare och politiker. Han var son till Pehr Rönnbäck och Eva Sofia Idman.
Rönnbäck gjorde sig under sin studenttid känd för sina frisinnade åsikter, kom i konflikt med universitetet samt relegerades 1867. År 1866 utgav han en svensk översättning av Samuel Vögelins predikningar och kom därigenom i en häftig polemik med en teologie professor. År 1867 avlade han filosofie kandidatexamen och vistades under det stora nödåret på landet. Hans nationalekonomiska intressen fick sålunda en praktisk riktning; han publicerade sina uttalanden i "Åbo Underrättelser", vars huvudredaktör han blev i slutet av 1868. Sitt publicistiska värv fyllde han med glans, trots de svåra censurförhållandena. Från tidningen avgick han 1875, då han övertog sekreterarskapet i Finska hushållningssällskapet, men återinträdde i publicistikens tjänst som huvudredaktör (1883–1884) och sedan medarbetare i den nyuppsatta "Åbo Tidning". Hans uttalanden fick inflytande långt utom hemstaden på grund av sin klarhet, sin kunskapsrikhet samt sin genomgående frisinnade och konstitutionella hållning.
I det medborgerliga livet i Åbo innehade Rönnbäck många olikartade uppdrag och var slutligen stadsfullmäktiges ordförande. Han invaldes i lantdagarna från 1882 och intog en mycket uppmärksammad ställning med tyngdpunkten inom ekonomiska frågor. Som hushållningssällskapets sekreterare, vilken post han innehade till sin död, var han mycket verksam, och sällskapet hade under hans tid en glansperiod. Han invaldes 1884 till ledamot av Lantbruksakademien i Sverige.

## Verk
- Om Lord Byron (1870)[4]
- En revisor i sin prydno (1887)